# Piet van der Hem
Pieter (Piet) van der Hem (Wirdum, 9 september 1885 – Den Haag, 24 april 1961) was een Nederlands schilder, tekenaar en boekbandontwerper.

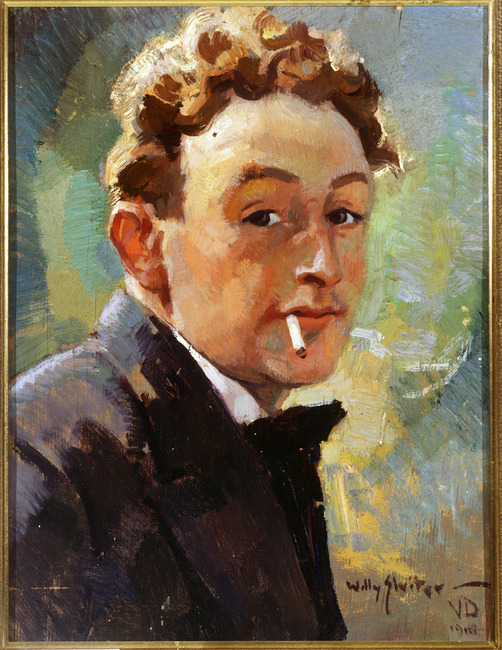
Van der Hem (schilderij door Willy Sluiter)

## Leven en werk
Van der Hem was een zoon van de koopman Dirk van der Hem en Geertje Pieters Smids. Nadat hij op twaalfjarige leeftijd wees geworden was, werd hij opgenomen in het gezin van een oom en tante te Leeuwarden. Na vier jaar de Rijks-HBS van Leeuwarden te hebben bezocht, besloot hij, gestimuleerd door zijn tekenleraar J. Bubberman, zich verder als kunstenaar te bekwamen. In 1902 ging Van der Hem naar Amsterdam om daar aan de Rijksschool voor Kunstnijverheid te studeren. Hij volgde ook een tekenopleiding aan de Rijksakademie van beeldende kunsten in Amsterdam.
Van medio 1907 tot 1908 werd hij door een Koninklijke Subsidie voor de Schilderkunst in staat gesteld een jaar op Montmartre in Parijs te wonen en te studeren. Hij maakte een groot aantal tekeningen en schilderijen van het straat- en uitgaansleven in Parijs, waarin veel overeenkomsten met het werk van kunstenaars als Henri de Toulouse-Lautrec en Steinlen merkbaar zijn. Ook Van der Hem werd gefascineerd door de charme van het Parijse nachtleven. Daarna keerde hij terug naar Amsterdam.
Een herdruk werd gemaakt van tien kleine aquarellen, die in de zomer van 1902 door hem op zeventienjarige leeftijd werden geschilderd en als prentbriefkaarten zijn verzonden aan A.Fockema, die in het buitenland verbleef.
In 1914 ging hij meewerken aan De Nieuwe Amsterdammer met nogal politieke tekeningen, die niet van humor waren ontbloot. Piet van der Hem maakte in het begin alle litho's die als bijvoegsel kwamen bij afleveringen van dit blad. Later gingen ook Willy Sluiter en Jan Sluijters werken voor dit blad. Hij maakte ook tekeningen in het blad De Kroniek. In 1923 ging hij aan het werk als politiek tekenaar voor de Haagsche Post. Voor het blad Sprokkelingen van de firma Lindeteves Stokvis maakte Van der Hem tientallen tekeningen terwijl hij ook voor andere bedrijven reclamefolders, affiches en boekbanden ontwierp. Een recensent schreef over hem: "Hier is een tekenaar van bewonderenswaardige vaardigheid, lenigheid, klaarheid en puntigheid aan het werk".

## Mata Hari
Margaretha Zelle, bekend onder haar artiestennaam Mata Hari, is net als Piet van der Hem afkomstig uit Friesland. In het najaar van 1914 schrijft ze Piet met de vraag een portret van haar te schilderen in historisch kostuum. Piet en Margaretha hebben een kortdurende romance en Piet portretteert zijn geliefde meerdere keren. Een pastel van Mata Hari in historische rococo jurk bevindt zich in de collectie van het Fries Museum.